# Guillaume V de Montferrat
Pour les articles homonymes, voir Guillaume de Montferrat et Guillaume V.
Guillaume V de Montferrat de la famille des Alérame (Aleramici) (en occ. et en piem. Guilhem, en it. Guglielmo) (v. 1115 † 1191), également connu sous le nom de Guillaume l'ancien pour le distinguer de son fils aîné, Guillaume Longue Épée, est marquis de Montferrat de 1136 à sa mort en 1191. Guillaume est le fils unique du marquis Rénier Ier et de sa femme Gisèle, fille de Guillaume Ier, comte de Bourgogne et veuve du comte Humbert II de Savoie. Il est probable qu'il soit l'un des plus jeunes enfants de ses parents, car il combattait encore en 1187.
Il est décrit par Acerbo Morena (en) comme étant trapu et de taille moyenne, un visage de lièvre et les cheveux presque blancs. Il est éloquent, intelligent, d'une humeur souvent joyeuse sans être extravagant[réf. nécessaire]. Il est le neveu du pape Calixte II, le frère de Gisèle de Bourgogne, le demi-frère d'Amédée III de Savoie, le beau-frère de Louis VI de France (par sa demi-sœur Adèle de Savoie) et le cousin d'Alphonse VII de Castille, fils de Raymond de Bourgogne, frère de Calixte II et de Gisèle de Bourgogne.

## Biographie

### Alliances avec les empires d'Orient et d'Occident
Guillaume prend part à la seconde croisade, aux côtés de son demi-frère Amédée III, comte de Maurienne (qui est mort pendant l'expédition), son neveu Louis VII le jeune, roi de France, de son beau-frère le comte Guy de Braindrate (Guido III de Biandrate) et des parents germaniques et autrichiens de son épouse.
En 1164, Frédéric Barberousse lui attribue le fief du marquisat de Grane.
En tant que partisan de l'empereur (connu plus tard comme les Gibelins), lui et ses fils combattent avec l'empereur Frédéric Ier Barberousse dans la longue lutte contre la Ligue lombarde. Après la capitulation de l'empereur avec le traité de Venise en 1177, Guillaume doit régler seul le problème des villes rebelles. Manuel Ier Comnène demande en même temps le règlement du solde pour ses troupes engagées en Italie.
Guillaume rompt avec Barberousse et s'allie avec Manuel. L'aîné de ses fils survivant, Conrad est capturé par l'archevêque Christian de Mayence, le chancelier de l'empereur, mais ce dernier est lui-même capturé par Guillaume de Montferrat à la bataille de Camerino. En 1179 Manuel propose un mariage entre sa fille Marie Porphyrogénête et l'un des fils de Guillaume. Comme Conrad et Boniface étaient déjà mariés, c'est le fils cadet, Rénier qui épouse la princesse, de dix ans plus âgée que lui. Rénier et Marie sont tués lors de l'usurpation d'Andronic Ier Comnène, et la famille se rapproche de nouveau de Frédéric Barberousse.

### Croisade en Orient
En 1183, avec le couronnement de son petit-fils mineur Baudouin V de Jérusalem, Guillaume, ayant au moins la soixantaine, confie le gouvernement de Montferrat à ses fils Conrad et Boniface et part en Terre sainte. Il reçoit le château de Saint-Elie (aujourd'hui El Taiyiba). Il combat à la bataille de Hattin le 4 juillet 1187, quand il est capturé par les soldats de Saladin. À la même époque, Conrad, son second fils arrive à Tyr, met la ville en état de défense et met Saladin en échec. Ce dernier tente de le faire fléchir en lui montrant son père prisonnier et en lui promettant la vie sauve et la liberté en échange de la ville, mais le père et le fils refusent l'échange.
Saladin finit par le libérer en 1188 à Tortose, et Guillaume finit ses jours à Tyr, auprès de son fils. Il est probablement mort au cours de l'été 1191.

## Famille
Guillaume épouse Judith de Babenberg, fille de Léopold III d'Autriche et d'Agnès de Franconie, quelque temps avant le 28 mars 1133. Elle avait probablement quinze ans à ce moment. Aucun de ses enfants qui a atteint l'âge adulte n'est né avant 1140 (mais il peut y en avoir eu morts en bas âge) et le plus jeune est né en 1162. Elle est morte après 1178. Ils ont eu cinq fils dont quatre ont joué des rôles de premier ordre dans les affaires du royaume de Jérusalem et de l'empire byzantin et trois filles :
- Guillaume Longue Épée (v. 1140 † 1177), comte de Jaffa et d'Ascalon, père du roi Baudouin V de Jérusalem ;
- Conrad (v. 1145/7 † 1192), roi de Jérusalem ;
- Boniface (v. 1150 † 1207), marquis de Montferrat et fondateur du royaume de Thessalonique ;
- Frédéric, qui entra dans les ordres devient évêque d'Alba ;
- Rénier (1162 † 1183), marié dans la famille impériale de Byzance ;
- Agnès († 1202), mariée à Guy Guerra III Guidi, comte de Casentino. Ce mariage est annulé vers 1180 en raison du défaut d'enfant, et Agnès entre dans le convent de Sainte Marie di Rocca delle Donne ;
- Adelasia ou Alasia ou Azalaïs de Montferrat († 1232), mariée vers 1182 à Manfred II de Saluces. Elle a été régente au nom de son petit-fils Manfred III ;
- une fille dont le prénom est inconnu, mariée à Albert, marquis de Malaspina.

Le troubadour Raimbaut de Vaqueiras, dans sa Vida parle d'une autre fille, Béatrice, mariée à Henry Ier del Carretto, marquis de Savone, et qui serait le Bel Cavalher (Beau chevalier) des chansons de Vaqueiras. Toutefois, les paroles des chansons de Vaqueiras (contrairement au tardif vida) décrivent Béatrice comme une fille Boniface, et donc comme petite-fille de Guillaume. Cette Béatrice pourrait également être l'épouse de Guigues V d'Albon, Liste des dauphins de Viennois.
Odone de Montferrat († 1251), qui devient évêque de Porto et cardinal en 1227, est parfois identifié comme un fils de Guillaume et confondu avec Frédéric, mais, chronologiquement, il est plus sûrement un fils de Guillaume VI de Montferrat, qu'il soit légitime ou non.
Les liens familiaux de Guillaume et Judith ont posé des problèmes pour trouver des épouses à leurs enfants ; ainsi un projet de mariage entre les fils aînés et des filles du roi Henri II d'Angleterre ont échoué, à cause d'une parenté entre Judith et Aliénor d'Aquitaine remontant au duc Guillaume V d'Aquitaine.
|  |  |                        |                        |                        |                        | Humbert II duc de Savoie | Humbert II duc de Savoie | Humbert II duc de Savoie | Humbert II duc de Savoie | Humbert II duc de Savoie | Humbert II duc de Savoie |                    |                    | Gisèle de Bourgogne         | Gisèle de Bourgogne         | Gisèle de Bourgogne         | Gisèle de Bourgogne         | Gisèle de Bourgogne               | Gisèle de Bourgogne               |                                   |                                   | Rénier Ier marquis de Montferrat  | Rénier Ier marquis de Montferrat  | Rénier Ier marquis de Montferrat | Rénier Ier marquis de Montferrat | Rénier Ier marquis de Montferrat | Rénier Ier marquis de Montferrat |                                |                                | Léopold III duc d'Autriche     | Léopold III duc d'Autriche     | Léopold III duc d'Autriche    | Léopold III duc d'Autriche    | Léopold III duc d'Autriche         | Léopold III duc d'Autriche         |                                    |                                    | Agnès de Franconie                 | Agnès de Franconie                 | Agnès de Franconie         | Agnès de Franconie         | Agnès de Franconie         | Agnès de Franconie         |  |  | Frédéric Ier duc de Souabe    | Frédéric Ier duc de Souabe    | Frédéric Ier duc de Souabe    | Frédéric Ier duc de Souabe    | Frédéric Ier duc de Souabe    | Frédéric Ier duc de Souabe    |  |  |  |  |  |  |  |  |  |  |  |  |  |  |  |  |  |  |  |  |  |  |  |  |  |  |  |  |  |  |
|  |  |                        |                        |                        |                        | Humbert II duc de Savoie | Humbert II duc de Savoie | Humbert II duc de Savoie | Humbert II duc de Savoie | Humbert II duc de Savoie | Humbert II duc de Savoie |                    |                    | Gisèle de Bourgogne         | Gisèle de Bourgogne         | Gisèle de Bourgogne         | Gisèle de Bourgogne         | Gisèle de Bourgogne               | Gisèle de Bourgogne               |                                   |                                   | Rénier Ier marquis de Montferrat  | Rénier Ier marquis de Montferrat  | Rénier Ier marquis de Montferrat | Rénier Ier marquis de Montferrat | Rénier Ier marquis de Montferrat | Rénier Ier marquis de Montferrat |                                |                                | Léopold III duc d'Autriche     | Léopold III duc d'Autriche     | Léopold III duc d'Autriche    | Léopold III duc d'Autriche    | Léopold III duc d'Autriche         | Léopold III duc d'Autriche         |                                    |                                    | Agnès de Franconie                 | Agnès de Franconie                 | Agnès de Franconie         | Agnès de Franconie         | Agnès de Franconie         | Agnès de Franconie         |  |  | Frédéric Ier duc de Souabe    | Frédéric Ier duc de Souabe    | Frédéric Ier duc de Souabe    | Frédéric Ier duc de Souabe    | Frédéric Ier duc de Souabe    | Frédéric Ier duc de Souabe    |  |  |  |  |  |  |  |  |  |  |  |  |  |  |  |  |  |  |  |  |  |  |  |  |  |  |  |  |  |  |
|  |  |                        |                        |                        |                        |                          |                          |                          |                          |                          |                          |                    |                    |                             |                             |                             |                             |                                   |                                   |                                   |                                   |                                   |                                   |                                  |                                  |                                  |                                  |                                |                                |                                |                                |                               |                               |                                    |                                    |                                    |                                    |                                    |                                    |                            |                            |                            |                            |  |  |                               |                               |                               |                               |                               |                               |  |  |  |  |  |  |  |  |  |  |  |  |  |  |  |  |  |  |  |  |  |  |  |  |  |  |  |  |  |  |
|  |  |                        |                        |                        |                        |                          |                          |                          |                          |                          |                          |                    |                    |                             |                             |                             |                             |                                   |                                   |                                   |                                   |                                   |                                   |                                  |                                  |                                  |                                  |                                |                                |                                |                                |                               |                               |                                    |                                    |                                    |                                    |                                    |                                    |                            |                            |                            |                            |  |  |                               |                               |                               |                               |                               |                               |  |  |  |  |  |  |  |  |  |  |  |  |  |  |  |  |  |  |  |  |  |  |  |  |  |  |  |  |  |  |
|  |  | Louis VI roi de France | Louis VI roi de France | Louis VI roi de France | Louis VI roi de France | Louis VI roi de France   | Louis VI roi de France   |                          |                          | Adélaïde de Savoie       | Adélaïde de Savoie       | Adélaïde de Savoie | Adélaïde de Savoie | Adélaïde de Savoie          | Adélaïde de Savoie          |                             |                             | Guillaume V marquis de Montferrat | Guillaume V marquis de Montferrat | Guillaume V marquis de Montferrat | Guillaume V marquis de Montferrat | Guillaume V marquis de Montferrat | Guillaume V marquis de Montferrat |                                  |                                  |                                  |                                  |                                |                                | Judith de Babenberg            | Judith de Babenberg            | Judith de Babenberg           | Judith de Babenberg           | Judith de Babenberg                | Judith de Babenberg                |                                    |                                    | Conrad III roi des Romains         | Conrad III roi des Romains         | Conrad III roi des Romains | Conrad III roi des Romains | Conrad III roi des Romains | Conrad III roi des Romains |  |  | Frédéric II duc de Souabe     | Frédéric II duc de Souabe     | Frédéric II duc de Souabe     | Frédéric II duc de Souabe     | Frédéric II duc de Souabe     | Frédéric II duc de Souabe     |  |  |  |  |  |  |  |  |  |  |  |  |  |  |  |  |  |  |  |  |  |  |  |  |  |  |  |  |  |  |
|  |  | Louis VI roi de France | Louis VI roi de France | Louis VI roi de France | Louis VI roi de France | Louis VI roi de France   | Louis VI roi de France   |                          |                          | Adélaïde de Savoie       | Adélaïde de Savoie       | Adélaïde de Savoie | Adélaïde de Savoie | Adélaïde de Savoie          | Adélaïde de Savoie          |                             |                             | Guillaume V marquis de Montferrat | Guillaume V marquis de Montferrat | Guillaume V marquis de Montferrat | Guillaume V marquis de Montferrat | Guillaume V marquis de Montferrat | Guillaume V marquis de Montferrat |                                  |                                  |                                  |                                  |                                |                                | Judith de Babenberg            | Judith de Babenberg            | Judith de Babenberg           | Judith de Babenberg           | Judith de Babenberg                | Judith de Babenberg                |                                    |                                    | Conrad III roi des Romains         | Conrad III roi des Romains         | Conrad III roi des Romains | Conrad III roi des Romains | Conrad III roi des Romains | Conrad III roi des Romains |  |  | Frédéric II duc de Souabe     | Frédéric II duc de Souabe     | Frédéric II duc de Souabe     | Frédéric II duc de Souabe     | Frédéric II duc de Souabe     | Frédéric II duc de Souabe     |  |  |  |  |  |  |  |  |  |  |  |  |  |  |  |  |  |  |  |  |  |  |  |  |  |  |  |  |  |  |
|  |  |                        |                        |                        |                        |                          |                          |                          |                          |                          |                          |                    |                    |                             |                             |                             |                             |                                   |                                   |                                   |                                   |                                   |                                   |                                  |                                  |                                  |                                  |                                |                                |                                |                                |                               |                               |                                    |                                    |                                    |                                    |                                    |                                    |                            |                            |                            |                            |  |  |                               |                               |                               |                               |                               |                               |  |  |  |  |  |  |  |  |  |  |  |  |  |  |  |  |  |  |  |  |  |  |  |  |  |  |  |  |  |  |
|  |  |                        |                        |                        |                        |                          |                          |                          |                          |                          |                          |                    |                    |                             |                             |                             |                             |                                   |                                   |                                   |                                   |                                   |                                   |                                  |                                  |                                  |                                  |                                |                                |                                |                                |                               |                               |                                    |                                    |                                    |                                    |                                    |                                    |                            |                            |                            |                            |  |  |                               |                               |                               |                               |                               |                               |  |  |  |  |  |  |  |  |  |  |  |  |  |  |  |  |  |  |  |  |  |  |  |  |  |  |  |  |  |  |
|  |  |                        |                        |                        |                        | Louis VII roi de France  | Louis VII roi de France  | Louis VII roi de France  | Louis VII roi de France  | Louis VII roi de France  | Louis VII roi de France  |                    |                    | Guillaume comte de Jaffa    | Guillaume comte de Jaffa    | Guillaume comte de Jaffa    | Guillaume comte de Jaffa    | Guillaume comte de Jaffa          | Guillaume comte de Jaffa          |                                   |                                   | Conrad roi de Jérusalem           | Conrad roi de Jérusalem           | Conrad roi de Jérusalem          | Conrad roi de Jérusalem          | Conrad roi de Jérusalem          | Conrad roi de Jérusalem          |                                |                                | Boniface roi de Thessalonique  | Boniface roi de Thessalonique  | Boniface roi de Thessalonique | Boniface roi de Thessalonique | Boniface roi de Thessalonique      | Boniface roi de Thessalonique      |                                    |                                    | Rénier x Marie Comnène             | Rénier x Marie Comnène             | Rénier x Marie Comnène     | Rénier x Marie Comnène     | Rénier x Marie Comnène     | Rénier x Marie Comnène     |  |  | Frédéric Barberousse empereur | Frédéric Barberousse empereur | Frédéric Barberousse empereur | Frédéric Barberousse empereur | Frédéric Barberousse empereur | Frédéric Barberousse empereur |  |  |  |  |  |  |  |  |  |  |  |  |  |  |  |  |  |  |  |  |  |  |  |  |  |  |  |  |  |  |
|  |  |                        |                        |                        |                        | Louis VII roi de France  | Louis VII roi de France  | Louis VII roi de France  | Louis VII roi de France  | Louis VII roi de France  | Louis VII roi de France  |                    |                    | Guillaume comte de Jaffa    | Guillaume comte de Jaffa    | Guillaume comte de Jaffa    | Guillaume comte de Jaffa    | Guillaume comte de Jaffa          | Guillaume comte de Jaffa          |                                   |                                   | Conrad roi de Jérusalem           | Conrad roi de Jérusalem           | Conrad roi de Jérusalem          | Conrad roi de Jérusalem          | Conrad roi de Jérusalem          | Conrad roi de Jérusalem          |                                |                                | Boniface roi de Thessalonique  | Boniface roi de Thessalonique  | Boniface roi de Thessalonique | Boniface roi de Thessalonique | Boniface roi de Thessalonique      | Boniface roi de Thessalonique      |                                    |                                    | Rénier x Marie Comnène             | Rénier x Marie Comnène             | Rénier x Marie Comnène     | Rénier x Marie Comnène     | Rénier x Marie Comnène     | Rénier x Marie Comnène     |  |  | Frédéric Barberousse empereur | Frédéric Barberousse empereur | Frédéric Barberousse empereur | Frédéric Barberousse empereur | Frédéric Barberousse empereur | Frédéric Barberousse empereur |  |  |  |  |  |  |  |  |  |  |  |  |  |  |  |  |  |  |  |  |  |  |  |  |  |  |  |  |  |  |
|  |  |                        |                        |                        |                        |                          |                          |                          |                          |                          |                          |                    |                    |                             |                             |                             |                             |                                   |                                   |                                   |                                   |                                   |                                   |                                  |                                  |                                  |                                  |                                |                                |                                |                                |                               |                               |                                    |                                    |                                    |                                    |                                    |                                    |                            |                            |                            |                            |  |  |                               |                               |                               |                               |                               |                               |  |  |  |  |  |  |  |  |  |  |  |  |  |  |  |  |  |  |  |  |  |  |  |  |  |  |  |  |  |  |
|  |  |                        |                        |                        |                        |                          |                          |                          |                          |                          |                          |                    |                    | Baudouin V roi de Jérusalem | Baudouin V roi de Jérusalem | Baudouin V roi de Jérusalem | Baudouin V roi de Jérusalem | Baudouin V roi de Jérusalem       | Baudouin V roi de Jérusalem       |                                   |                                   |                                   |                                   |                                  |                                  | Démétrios roi de Thessalonique   | Démétrios roi de Thessalonique   | Démétrios roi de Thessalonique | Démétrios roi de Thessalonique | Démétrios roi de Thessalonique | Démétrios roi de Thessalonique |                               |                               | Guillaume VI marquis de Montferrat | Guillaume VI marquis de Montferrat | Guillaume VI marquis de Montferrat | Guillaume VI marquis de Montferrat | Guillaume VI marquis de Montferrat | Guillaume VI marquis de Montferrat |                            |                            |                            |                            |  |  |                               |                               |                               |                               |                               |                               |  |  |  |  |  |  |  |  |  |  |  |  |  |  |  |  |  |  |  |  |  |  |  |  |  |  |  |  |  |  |

### Sources
- Walter Haberstumpf, Dinastie europee nel Mediterraneo orientale. I Monferrato e i Savoia nei secoli XII–XV, 1995 (lire en ligne).
- Bernard Hamilton, The Leper King and His Heirs: Baldwin IV and the Crusader Kingdom of Jerusalem, 2000.
- Aldo A. Settia, « Guglielmo V di Monferrato, detto il Vecchio » Dizionario Biografico degli Italiani, vol. LX, Roma, 2003 (lire en ligne).
- Leopoldo Usseglio, I Marchesi di Monferrato in Italia ed in Oriente durante i secoli XII e XIII, 1926.